# I Look to You
I Look to You – siódmy studyjny album amerykańskiej wokalistki R&B-pop – Whitney Houston. Został wydany przez Sony Music 28 sierpnia 2009 roku w Europie, przez Arista Records 31 sierpnia w Stanach Zjednoczonych oraz przez RCA Records 19 października 2009 roku w Wielkiej Brytanii. Wydawnictwo jest pierwszym studyjnym albumem artystki od czasu albumu One Wish: The Holiday Album wydanego w 2003 roku. Jest to ostatni album Houston wydany przed jej śmiercią
Album zebrał pozytywne recenzje od krytyków muzycznych (Metacritic bazując na recenzjach przyznał płycie 66 na 100 możliwych punktów). Płyta odniosła duży sukces komercyjny, debiutując na szczycie amerykańskiej listy najlepiej sprzedających się albumów Billboard 200 z tygodniową sprzedażą na poziomie 305 000 egzemplarzy, pobijając tym samym poprzedni najlepszy wynik albumu Just Whitney, którego sprzedaż w pierwszym tygodniu wyniosła 205 000 egzemplarzy. Płyta jest pierwszym albumem artystki, który dotarł na szczyt listy Billboard 200 od czasu wydanego w 1992 roku soundtracku „The Bodyguard”.
Wydawnictwo promowały dwa oficjalne single- „Million Dollar Bill” oraz tytułowa kompozycja- „I Look To You. Ponadto w Wielkiej Brytanii wydano promocyjny- radiowy singel „Nothing But Love”.
Od czasu wydania album sprzedał się w nakładzie przekraczającym 2,5 miliona egzemplarzy albumu, uzyskując status złotej płyty w ośmiu krajach i status platynowej płyty w kolejnych siedmiu państwach.

## Tło wydania
Wstępne prace nad albumem zostały podjęte w roku 2006, produkcja oraz właściwe nagrywanie płyty zostało zaplanowane na rok następny. Pogłoski o powrocie Houston na scenę muzyczną pojawiły się w roku 2007 i zostały potwierdzone przez szefa wytwórni Arista Records oraz producenta Clive Davisa w programie Oprah Winfrey. W lutym 2009 roku artystka wystąpiła podczas gali poprzedzającej rozdanie nagród Grammy, gdzie zaśpiewała cztery utwory: „I Will Always Love You”, „I Believe In You And Me”, „It’s Not Right But It’s Okay” i porywającą wersję przeboju „I’m Every Women”. Wśród widzów byli obecni m.in. matka artystki Cissy Houston, muzycy: Paul McCartney, Jamie Foxx i Barry Manilow oraz aktorzy Antonio Banderas i Sylvester Stallone.
Artystka w wypowiedzi dla londyńskiej prasy wyjawiła, że jej najnowszy album będzie odzwierciedlał jej stan emocjonalny oraz wydarzenia w prywatnym życiu od czasu ostatniego muzycznego wydawnictwa wokalistki, które ukazało się w 2002 roku. Houston powiedziała: „To czyni go prawdziwym. Doświadczenia, przez które przeszłam, przejścia, życiowe sprawdziany, bycie matką, bycie samotną matką. To wszystko miało wzloty i upadki, ale przez najważniejszą część zachowałam moją wiarę i trzymałam głowę wysoko...To zabrało mój czas. Wszystkie triumfy, wzloty i upadki, to wszystko jest zawarte w albumie i miejmy nadzieję, że nie zainspirowało to tylko mnie, ale inspiruje także bardzo dużo innych ludzi.”

## Produkcja
Według Clive Davisa album I Look To You nie ma na celu sprostanie prostym marketingowym trendom, lecz zamiast tego ma pokazać kim naprawdę jest Whitney Houston oraz ukazać wpływ, jaki wywarła ona na przemysł muzyczny.
Album otwiera singlowy utwór „Million Dollar Bill”, którego autorką i współproducentką jest Alicia Keys. W produkcję albumu włączył się Kaseem „Swizz Beatz” Dean. Piosenka „Nothin’ But Love” została wyprodukowana przez współczesnego producenta R&B i hip-hopu- Narthaniela „Danja” Hillsa. „Call You Tonight” i „Worth It” są utworami autorstwa Johntá Austina.
Jednym z głównych producentów albumu jest Akon, który pracował nad dwoma utworami z albumu, w tym nad piosenką „Like I Never Left”, której nieoficjalna wersja wyciekła do internetu kilka miesięcy przed wydaniem płyty, była ona niesłusznie typowana na pierwszy singel promujący album. O pracy z Whitney Houston, Akon wypowiedział się w letniej edycji magazynu „Rap-Up”.
Autorem utworów „Salute” oraz tytułowego „I Look To You” jest R. Kelly.
Album zawiera także cover utworu „A Song For You” Leona Russela.
Z powodu popularności płyty zostały wydane albumy EP zawierające remixy utworów. „I Look To You- The Remixes” został wydany 6 listopada 2009 roku w Stanach Zjednoczonych i Wielkiej Brytanii. Zawiera on 12 remiksów tytułowej ballady „I Look To You”. Ponadto tego samego dnia, również w Stanach Zjednoczonych i Wielkiej Brytanii została wydana płyta „The Remixes”, zawierająca remixy utworów „I Look To You”, „Million Dollar Bill” i „I Didn’t Know My Own Strength”. Ostatnim z wydanych remixowych albumów EP jest wydawnictwo „I Didn’t Know My Own Strength Remixes”, które ukazało się 10 listopada 2009 roku, jedynie w Stanach Zjednoczonych.

## Wydanie i promocja
14 lipca 2009 roku Whitney Houston udała się do Knightsbridge w Londynie na oficjalne przyjęcie połączone z odsłuchaniem nowego albumu. Wieczór zorganizowany był w Mandarin Oriental Hotel przez głównego producenta albumu- Clive’a Davisa. Podczas wieczoru zaprezentowano w sumie dziewięć utworów: „Million Dollar Bill”, „Nothin’ But Love”, „I Didn’t Know My Own Strength”, „Like I Never Left”, „For The Lovers”, „I Look To You”, „Worth It”, A Song For You” oraz „Call You Tonight”. Ostatni utwór był typowany na pierwszy singel promujący album. Clive Davis po premierze albumu powiedział: „nie próbowaliśmy dopasować Whitney do rynku”. 21 lipca 2009 roku artystka wraz z producentem zorganizowała w Nowym Jorku kolejne przyjęcie, na którym zostały zaprezentowane premierowe piosenki. Pośród gości byli obecni m.in. Alicia Keys, Diane Sawyer, Martha Stewart i Vivica A. Fox. Premierowe wysłuchanie albumu wywołało owacje na stojąco, a singlowy utwór „Million Dollar Bill” znalazł się wśród tych, które zdobyły uznanie krytyków. Wreszcie 23 lipca w Beverly Hills zostało zorganizowane przyjęcie, na którym po raz kolejny i ostatni raz przed wydaniem zaprezentowany został album. Zostały na nie zaproszone elity Hollywood, wśród których były takie gwiazdy jak Halle Berry, Jane Fonda, Stevie Wonder, Magic Johnson, Jackie Collins, Barry Manilow, Beverly Johnson, Diane Warren, Penny Marshall, Brian McKnight i David Foster. Album został zagrany prawie w całości, co po raz kolejny wywołało owacje na stojąco.
2 września 2009 roku Whitney Houston wystąpiła w ramach serii koncertów „Fall Concerts” transmitowanych przez telewizję ABC w programie Good Mourning America. Artystka zaprezentowała utwory z nowego albumu, włączając w to single „Million Dollar Bill” i „I Look To You” oraz takie przeboje jak „I’m Every Woman” i „My Love Is Your Love”.
W połowie września Houston wystąpiła w programie Oprah Winfrey. Artystka wykonała utwór „I Didn’t Know My Own Strength”, otwierając tym samym jesienny sezon show. Wywiad w programie Winfrey został podzielony na dwie jednogodzinne części, które zostały wyemitowane 14 i 15 września. Zawierał on najbardziej szczegółowe i prywatne rozmowy na temat kariery zarówno Whitney, jak i Winfrey. Prowadząca show powiedziała, że rozmowa z Whitney była najlepszym wywiadem jaki kiedykolwiek przeprowadziła.
3 października 2009 roku artystka wystąpiła w niemieckim programie Wetten Dass, a następnie we francuskiej telewizji Le Grand Journal, wykonując utwór „Million Dollar Bill”. 18 października Whitney wykonała ten sam utwór w brytyjskim programie The X Factor, był to jej pierwszy występ w Wielkiej Brytanii od ponad dekady. Wokalistka wykonała także singel „Million Dollar Bill” we włoskiej edycji programu The X Factor. 22 listopada Houston wykonała utwór „I Didn’t Know My Own Strength” na gali rozdania nagród American Music Awards 2009 w Los Angeles. Artystka otrzymała owacje na stojąco, a występ według obserwatorów był najlepszym z zaprezentowanych na gali. Po występie wokalistka odebrała także nagrodę specjalną za całokształt twórczości.

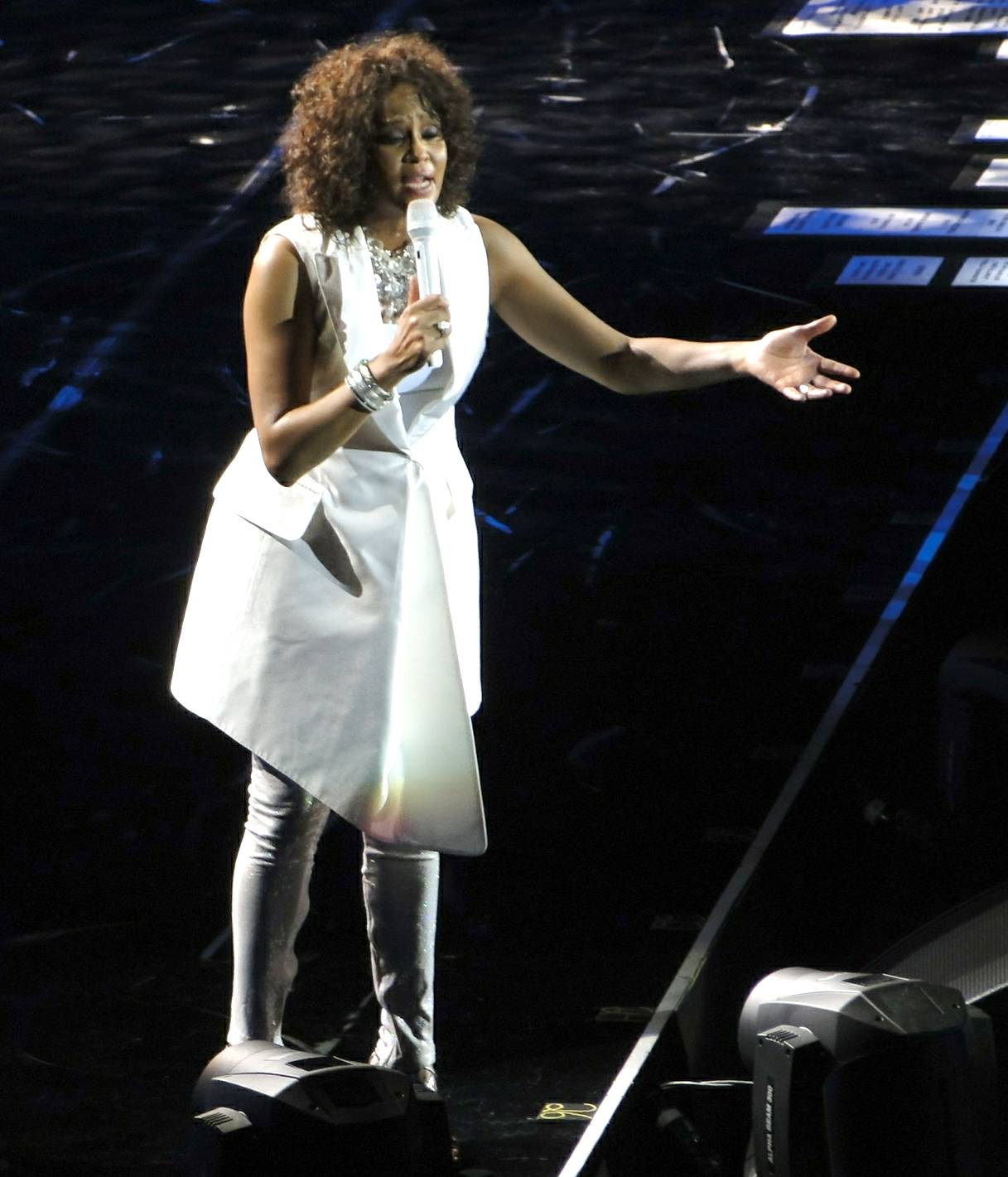
Whitney Houston podczas koncertu promującego album w londyńskiej O_{2} Arena, kwiecień 2010

### Nothing But Love World Tour
Pierwsze od 10 lat światowe tournèe Whitney Houston zostało potwierdzone na jej oficjalnej stronie internetowej 12 października 2009 roku, miało ono ostatecznie oznajmić powrót artystki na scenę muzyczną.
Artystka tak wypowiedziała się o nadchodzącej trasie koncertowej: „To moja pierwsza trasa koncertowa od czasu My Love Is Your Love Tour i jestem bardzo podekscytowana występami dla moich fanów na całym świecie po tym całym czasie. Stworzymy razem wspaniały show i już nie mogę się doczekać tego, aby zaprezentować piosenki z mojego nowego albumu I Look To You wraz z kilkoma waszymi ulubionymi.”
Trasa koncertowa rozpoczęła się 9 grudnia 2009 roku w Moskwie (Rosja), a zakończyła 17 czerwca 2010 roku występem w Manchesterze (Anglia). W jej ramach Whitney zagrała 50 koncertów w Azji, Australii i Europie.

## Recenzje
Wstępne recenzje albumu były generalnie pozytywne. Metacritic na podstawie zebranych recenzji przyznał albumowi 66 na 100 możliwych punktów. Większość krytyków doceniło wybór piosenek oraz wkład artystki w tworzenie albumu. Głos artystki uległ zmianie, stał się głębszy i bardziej chrapliwy.
Krytyk magazynku „Slant” – Sal Cinquemani, skrytykował głos artystki, pisząc, że trudno się w nim obecnie doszukać zwrotów, które powinny być bezproblemowe dla doświadczonych wokalistów. Stwierdził, że w głosie artystki brak jest obecnie krystalicznej przejrzystości, jaką posiadały takie klasyki jak „I Will Always Love You”, czy „I Have Nothing”. Mimo ogólnej krytyki, Cinquemani zauważył także pozytywne zmiany wokalu Whitney w stosunku do albumu: „[...] brzmi żywo i pozornie szczęśliwie [...] Nowy Głos brzmi bardziej zadowalająco w utworach o średnim tempie [...] I Look To You brzmi zupełnie współcześnie, nawet bez użycia współczesnych raperów, ogłupiających tekstów czy slangu.”
Krytyk magazynu „Entertaiment Weekly” – Lean Greenublatt, ocenił album na B- oraz napisał, że „czuł, że głos artystki oddaje intensywność emocji... Słynny głos Houston, który teraz brzmi chrapliwie i zwarcie niesie ze sobą konsekwencję, album generalnie cierpi na brak ballad.” Krytyk zauważył jednak, że „[...] niezależnie od trudności ona [Houston] przetrwała.”
Portal „AllMusic” przyznał płycie 3 na 5 możliwych gwiazdek, komentując problemy artystki w przeszłości, jej głos oraz talent: „I Look To You próbuje oddalić to wszystko na rzecz powrotu do korzeni- głębokich początków disco złagodzonych kilkoma wysokimi balladami, stworzonymi aby ukazać jej [Houston] gwałtowny, wysoki głos. Zachwiana dekada Houston nie jest zignorowana, lecz nie jest też odkryta: utwory albo nawiązują do siły Whitney lub do jej woli przetrwania walki z kilkoma nienazwanymi problemami- ma to być wystarczające dla słuchaczy, aby wypełnić puste pola, albo z własnego doświadczenia albo z ich wyobrażeń życia Houston. [...] Bynajmniej Whitney może nadal śpiewać, wiedząc kiedy włączyć do frazy emocje, wiedząc kiedy nie dążyć do dodatkowej chwały, która może się nie zdarzyć.” Wokalistka według krytyka „sprzedaje te stonowane, efektowne produkcje, z nudnych piosenek tworzy interesujące, konsekwentnie i silnie pozostaje obecna.”
Krytyk „Digital Spy” – Nick Levine, przyznał albumowi 4 na 5 możliwych gwiazdek i napisał, że „dzięki współpracy ze zwyczajnymi producentami R&B brzmi to nowocześnie...jej [Hoston] głos nie może być technicznie imponujący tak jak kiedyś, ale jest nowy, bardziej zniszczone tony mają swój charakter, czyniąc tym samym utwory optymistycznymi, tak jak „Million Dollar Bill”, naprawdę wzruszający i wyzywający, czy „For The Lovers”, bardziej dramatyczny. Album jest trochę zbyt słaby, aby nazwać go klasyką, I Look To You to na pewno zrealizowany, przyjemny powrót- nie nazywaj tego powrotem- artysty, który brzmi znów przenikliwie, jak lwice, która odnalazła swą dumę.”

## Single

### I Look To You
Wydanie albumu było poprzedzone ukazaniem się tytułowego singla „I Look To You”, którego autorem jest R. Kelly. Został on wyprodukowany przez grupę producentów, włączając w to takie osoby jak Tricky Stewart, Harvey Mason Jr. i Emanuel Kiriakon. Singel został wydany jako regionalny w Stanach Zjednoczonych, a następnie jako drugi singel międzynarodowy. Został on sklasyfikowany na 16 miejscu listy U.S. Hot R&B/Hip-Hop Songs, na 70 miejscu listy Billboard Hot 100 oraz na miejscu 14 listy U.S. Hot Gospel Songs. Na świecie singel odniósł umiarkowany sukces, najwyżej plasując się na miejscu 16 w Szwajcarii”, a najniżej na miejscu 115 w Wielkiej Brytanii”.

### Million Dollar Bill
Drugim singlem w Stanach Zjednoczonych, a pierwszym singlem międzynarodowym był utwór „Million Dollar Bill”, którego autorami i producentami są Alicia Keys i Swizz Beatz. Utwór był notowany na 100 miejscu listy Billboard Hot 100 oraz na miejscu 16 listy U.S. Hot R&B/Hip-Hop Songs. Singel zdobył szczyt notowania U.S. Hot Dance Club Songs”. Na świecie utwór został dobrze przyjęty. W Wielkiej Brytanii zadebiutował na 12 miejscu listy najpopularniejszych singli”, ostatecznie jednak awansował na miejsce 5". Singel zdobył szczyt listy najpopularniejszych singli w Polsce.

### Inne notowane na listach utwory
Ballada „I Didn’t Know My Own Strength” napisana przez Diane Warren i wyprodukowana przez Davida Fostera została notowana na 17 miejscu listy U.S. Hot Dance Club Songs” po wydaniu albumu promocyjnego zawierającego remixy piosenki, a także na 61 miejscu listy U.S. Hot R&B/Hip-Hop Songs po wykonaniu jej w programie Oprah Winfrey. Utwór zajmował także miejsce 38 w Irlandii” i 44 w Wielkiej Brytanii” po wykonaniu ballady przez Danyla Johnsona, jednego z finalistów szóstej serii programu The X Factor. W Japonii kompozycja osiągnęła 16 miejsce na liście Japan Hot 100”.
Utwór „Nothin’ But Love” został wysłany do brytyjskich stacji radiowych jako singel promocyjny w związku z trasą koncertową Nothing But Love World Tour. Piosenka notowana była na liście radia BBC2". Portal Digital Spy przyznał utworowi pozytywną recenzję i nagrodził go najwyższą oceną () oraz nazwał „nowoczesną klasyczną Whitney”.
Tymczasem utwór „Worth it” został notowany na 56 miejscu listy Korean International Singles Chart. Został także notowany na miejscu 61 listy U.S. Hot R&B/Hip-Hop Songs.

## Sukces komercyjny
Album zadebiutował na szczycie listy najlepiej sprzedających się albumów w Stanach Zjednoczonych Billboard 200 z tygodniową sprzedażą wynoszącą 305 000 egzemplarzy. Jest to najlepszy wynik Whitney Houston w jej karierze i drugi najlepszy wynik kobiecej artystki w roku 2009. Album jest czwartym „numerem jeden” Whitney Houston w Stanach Zjednoczonych. Ostatnim wydawnictwem, które tego dokonało był wydany w 1992 roku soundtrack „The Bodyguard”. 1 grudnia 2009 roku RIAA nadała albumowi status platynowej płyty za sprzedaż ponad miliona egzemplarzy w Stanach Zjednoczonych.
W Kanadzie album w pierwszym tygodniu sprzedał się w ponad 10 000 egzemplarzy i zadebiutował na pierwszym miejscu listy najlepiej sprzedających się albumów. Po trzech tygodniach od wydania sprzedaż w tym kraju wyniosła 26 000 egzemplarzy. Według wytwórni Arista Records album zadebiutował także na szczycie list sprzedaży w Holandii, Polsce, Niemczech, Włoszech i Szwajcarii. W Wielkiej Brytanii album zadebiutował na 3 miejscu z tygodniową sprzedażą wynoszącą 51 632 egzemplarzy. Także we Francji płyta znalazła się na 3 miejscu, rozchodząc się w pierwszym tygodniu w liczbie ponad 9000 egzemplarzy. W Korei album znalazł się na pierwszym miejscu miesięcznego zestawienia sprzedaży z liczbą 2429 sprzedanych egzemplarzy.
Według oficjalnej strony artystki album oraz wydane z niego single rozeszły się w Wielkiej Brytanii i Irlandii w nakładzie wynoszącym łącznie 500 000 egzemplarzy. Album zajął 29 miejsce w rankingu najlepiej sprzedających się płyt w Stanach Zjednoczonych w 2009 roku.
Od czasu wydania album rozszedł się łącznie w nakładzie przekraczającym 2 500 000 egzemplarzy.

## Lista utworów
| #   | Tytuł                                                                                      | Kompozytorzy                                                      | Producent                                           | Czas |
| --- | ------------------------------------------------------------------------------------------ | ----------------------------------------------------------------- | --------------------------------------------------- | ---- |
| 1.  | „Million Dollar Bill”                                                                      | Alicia Keys, Swizz Beatz, Norman Harris                           | Swizz Beatz                                         | 3:24 |
| 2.  | „Nothin’ But Love”                                                                         | Franne Golde, Fernando Garibay, Kasia Livingston, Nathaniel Hills | Danja                                               | 3:35 |
| 3.  | „Call You Tonight”                                                                         | Tor Erik Hermansen, Mikkel S. Eriksen, Johntà Austin              | Stargate                                            | 4:08 |
| 4.  | "I Look To You”                                                                            | R. Kelly                                                          | Harvey Mason, Jr., Emanuel Kiriakou, Tricky Stewart | 4:25 |
| 5.  | „Like I Never Left” (featuring Akon)                                                       | Whitney Houston, Aliaune Thiam, Giorgio Tuinfort, Claude Kelly    | Akon                                                | 3:49 |
| 6.  | „A Song For You” (cover)                                                                   | Leon Russell                                                      | Stargate                                            | 4:11 |
| 7.  | „I Didn’t Know My Strength”                                                                | Diane Warren                                                      | David Foster                                        | 3:40 |
| 8.  | „Worth It”                                                                                 | Eric Hudson, Austin                                               | Eric Hudson                                         | 4:39 |
| 9.  | „For The Lovers”                                                                           | Marcella Araica, C. Kelly, Hills                                  | Danja                                               | 4:14 |
| 10. | „I Got You”                                                                                | Whitney Houston, Thiam, Tuinfort, C. Kelly                        | Akon                                                | 4:12 |
| 11. | „Salute”                                                                                   | R. Kelly                                                          | R. Kelly                                            | 4:10 |
| 12. | US itunes pre-order bonus track: „I Didn’t Know My Own Strength” (Club Remix)              |                                                                   | Peter Rauhofer                                      | 7:42 |
| 13. | Japan bonus track: „I Didn’t Know My Own Strength” (Daddy’s Groove Magic Island Radio Mix) |                                                                   |                                                     | 3:11 |

## Twórcy
Fundusze na produkcję albumu zostały zaczerpnięte z korporacji HMV Japan.

- Marcella „Ms. Lago” Araica – obróbka dźwięku
- Christian Baker – asystent
- Adam Beyrer – inżynier/technik
- Courtney Blooding – chórki
- Anita Marisa Boriboon – dyrektor artystyczny i stylistyczny
- Clive Davis- główny producent, Arista Records
- Michael Daley – asystent technika wokalnego
- Kaseem „Swizz Beatz” Dean – producent, programista
- Patrick Demarchelier – fotograf
- Mikkel S. Eriksen – technik/inżynier, instrumentalista
- Abel Garibaldi – technik/inżynier
- Fernando Garibay – producent
- Chris Gehringer – mastering
- Charlotte Gibson – chórki
- Angela N. Golightly – koordynator produkcji
- Christy Hall – asystent produkcji
- Andrew Hey – obróbka dźwięku, technik wokalny
- Gary Houston – chórki
- Whitney Houston – producent wykonawczy, kompozytor
- Dabling Harward – technik wokalny
- Eric Hudson – producent, instrumentalista
- Tavia Ivey – chórki
- Larry Eaglin Jackson- producent wykonawczy, Arista Records

- Chad Jolley – technik/inżynier
- Claude Kelly – producent wokalny
- Robert Kelly (R. Kelly) – aranżer, producent
- Alicia Keys – producent wokalny, aranżer wokalny, producent
- Kimberly Kimble – stylista
- Emanuel Kiriakou – producent, instrumentalista
- Damien Lewis – technik/inżynier
- Donnie Lyle – gitara, dyrektor muzyczny
- Tony Maserati – obróbka dźwięku
- Harvey Mason, Jr. – producent, obróbka dźwięku, producent wokalny
- Kenny Mason – dyrektor chórków
- Jeff Meeks – technik/inżynier
- Jan Fairchild – technik/inżynier
- Nick Fainbarg – technik/inżynier
- Ian Mereness – technik/inżynier
- Ann Mincieli – technik/inżynier
- Luis Navarro – asystent
- Dave Pensado – obróbka dźwięku
- Jochem van der Saag – syntetyzator, technik/inżynier, programowanie perkusyjne, obróbka dźwięku, projektant dźwięku
- Miguel Scott – asystant
- Timothy Snell – stylista
- Bernt Rune Stray – gitara
- Phil Tan – obróbka dźwięku
- Aliaune „Akon” Thiam – producent
- Pat Thrall – inżynier/technik
- Miki Tsutsumi – asystent
- Giorgio Tuinfort – producent, programista

## Miejsca nagrań
Album nagrywany był w następujących miejscach i studiach nagraniowych:

- KMA Music, Nowy Jork
- Oven Studios
- Patchwerk Studios, Atlanta
- Costa Mesa Studios, Costa Mesa
- 1221 Studios, Los Angeles
- Studio at the Palms, Las Vegas
- Germano Studios, Nowy Jork
- The Chocolate Factory, Chicago

- Roc The Mic Studios, Nowy Jork
- Tree Sound Studios, Norcross
- The Boom Boom Room, Burbank
- Soapbox West Studios, San Francisco
- Hit Factory Criteria, Miami
- Mason Sound, North Hollywood
- Chalice Recording Studios, Los Angeles

## Pozycje na listach sprzedaży
| Lista sprzedaży (2009)         | Najwyższa pozycja |
| ------------------------------ | ----------------- |
| Argentyna Albums Chart         | 14                |
| Australia ARIA Albums Chart    | 16                |
| Austria IFPI Albums Chart      | 3                 |
| Belgia (Flandria) Albums Chart | 7                 |
| Belgia (Wallonia) Albums Chart | 9                 |
| Brazylia Albums Chart          | 6                 |
| Chorwacja Album Chart          | 22                |
| Czechy Albums Chart            | 4                 |
| Dania Albums Chart             | 1                 |
| Finlandia Albums Chart         | 17                |
| Francja Albums Chart           | 3                 |
| Hiszpania Albums Chart         | 3                 |
| Holandia Albums Chart          | 1                 |
| Irlandia Albums Chart          | 3                 |
| Japonia Albums Chart           | 16                |

| Lista sprzedaży (2009)       | Najwyższa pozycja |
| ---------------------------- | ----------------- |
| Kanada Albums Chart          | 1                 |
| Meksyk Albums Chart          | 42                |
| Niemcy IFPI Albums Chart     | 1                 |
| Norwegia Albums Chart        | 2                 |
| Nowa Zelandia Albums Chart   | 10                |
| Polska Albums Chart          | 1                 |
| Portugalia Albums Chart      | 25                |
| Szwajcaria IFPI Albums Chart | 1                 |
| Szwecja IFPI Albums Chart    | 2                 |
| UK Albums Chart              | 3                 |
| UK R&B Albums Chart          | 1                 |
| USA Top R&B/Hip-Hop Albums   | 1                 |
| USA Billboard 200            | 1                 |
| Węgry Albums Chart           | 5                 |
| Włochy Albums Chart          | 1                 |

### Certyfikaty
| Kraj              | Przyznający | Certyfikat | Sprzedaż  |
| ----------------- | ----------- | ---------- | --------- |
| Austria           | IFPI        | Złoto      | 15 000    |
| Francja           | SNEP        | Złoto      | 75 000    |
| GCC*              | IFPI        | Złoto      | 10 000    |
| Holandia          | NVPI        | Platyna    | 70 000    |
| Irlandia          | IRMA        | Platyna    | 15 000    |
| Kanada            | CRIA        | Platyna    | 100 000   |
| Niemcy            | BVMI        | Złoto      | 100 000   |
| Polska            | ZPAV        | Platyna    | 20 000    |
| Rosja             | NFPP        | Złoto      | 10 000    |
| Stany Zjednoczone | RIAA        | Platyna    | 1 000 000 |
| Szwajcaria        | IFPI        | Platyna    | 30 000    |
| Szwecja           | IFPI        | Złoto      | 20 000    |
| Węgry             | Mahasz      | Złoto      | 3 000     |
| Wielka Brytania   | BPI         | Złoto      | 100 000   |
| Włochy            | FIMI        | Platyna    | 60 000    |

- GCC (Gulf Cooperation Council) zrzesza Bahrajn, Kuwejt, Oman, Katar, Arabię Saudyjską i UAE.